# Станіслав Ласький
Станіслав Ласький (пол. Stanisław Łaski; 1491 — 29 березня 1550) — державний діяч, красномовець, мандрівник, дипломат, літератор часів королівства Польського.

## Життєпис
Походив з польського магнатського роду Лаських гербу Кораб. Сташий син Ярослава Ласького, воєводи ленчицького та сєрадського, та Сюзанни Бакевич з Бонкови-Гури. Народився 1491 року.
У 1516—1518 роках разом із братами Геронімом (до 1517 року) і Яном навчався в університеті Сорбонни (Париж). Близько 1520 здійснив прощу до Палестини, де отримав звання лицаря єрусалимського. На шляху відвідав Балкани, Північну Африку. 1524 року відвідував Еразма Ротердамського.
Того ж року поступив на службу до Франциска I, короля Франції. 1525 року брав участь у битві під Павією. 1526 року очолив французьке посольство до станів королівства Богемія, де намагався переконати їх невизнавати королем Фердинанда Габсбурга.
У 1527 році разом з братом геронімом поступив на службу до Яноша I, короля Угорщини. Спільно з Геронімом виконував диплмоатичніц завдання у Франції та Англії, формуючи антигабсбурзьку коаліцію. За цим побував в Ісландії та Гренландії.
У 1528 році брав участь у французькій кампанії до Неаполя, потім супроводжував свого брата Героніма під час його посольства до Стамбула. У 1530 році воював на боці Яноша I проти богемського короля Фердинанда Габсбурга.
У 1531 році повернувся до Польщі. У 1539 році очолював польського посольства до Йоахима II Гектора, курфюрста Бранденбургу. У 1543 році призначається воєводою сєрадським. У 1547 році очолював польське посольство до імператора Карла V, брав участь в імперському рейхстазі в Аугсбурзі. У 1548 отримав у володіння від нового польського короля Сигізмунда II Августа ленчицьке староство. Помер 1550 року.

## Твори
- «Польське застереження на згоду всіх християн щодо, а саме до поляків, зроблено» Краків 1545 р. Польська переробка твору Еразма Ротердамського.
- «Oratio … ad Carolum V et proceres S. R. I. in comitiis Augustianis», 1547. Звернення до імператора і членів рейхстагу в Аугсбурзі.
- «Innocentia Alberti I Prussiae ducis …», 1548. Стосовно Альбрехта, герцога Пруссії.
- зберіглося також численне листування зкоролями Польщі

## Родина
Дружина — Беата, донька Яна Одровонжа, белзького воєводи
Діти: Миколай (д/н— 1572), королівський секретар, кравчій надворний коронний
Ян (д/н — після 1552)
Станіслав (д/н — 1564), каштелян іновлудський
Анна (д/н — після 1568), дружина: 1) Станіслава Одровонжа, старости опочновського; 2) Анджея Косцелецького, воєводи познанського
Ядвіга, дружина: 1) 1 Яна Жешовського; 2) Петра Бейковський, чашника черського
Катажина, дружина: 1) 1 Мацея Влодек, старости подільського; 2) Марціна Куната
Софія, дружина Войцех Старжеховського, львівський підкоморія